# Susan Clarencieux
Susan Clarencieux, född före 1510, död efter 1563, var en engelsk hovfunktionär: hovdam och gunstling hos drottning Maria I av England. 
Hon var dotter till adelsmannen Richard White av Hutton och Maud Tyrrell, och gifte sig före 1534 med adelsmannen Thomas Tonge, som samma år fick titeln Clarencieux King of Arms. Vid makens död 1536 blev hon hans arvtagare och levde på ett underhåll från hans gods. Inte mycket är känt om hennes personliga liv: hon tros ha varit gift ännu en gång och fått två barn, som Maria antas ha varit gudmor till.  
Susan Clarencieux var hovfröken hos prinsessan Maria Tudor vid dennas hov i Wales som barn: hon förlorade sin plats när Marias hushåll upplöstes under dennas konflikt med fadern Henrik VIII, men återfick den när Maria och Henrik försonades och Maria återfick ett eget hov. Clarencieux beskrivs 1536 som Marias förtrogna, och hon fortsatte sedan att vara hennes gunstling och favorithovdam under hela hennes regeringstid. 1554 uppges Susan Clarencieux ha rått Maria att gifta sig med Edward Courtenay i stället för Filip av Spanien. 
Efter Marias död 1558 följde hon med en av sina kolleger, Jane Dormer, till Spanien. Hon nämns sista gången våren 1564 och avled troligen som medlem av hushållet hos Jane Dormer och dennas make Gomez Suarez de Figueroa of Cordova, hertig av Feria.